# Rastrejador brasiler
El rastrejador brasiler és una raça de gos del Brasil, reconeguda per la FCI el 1967. És un gos de caça de tipus rastrejador. També és conegut pels noms urrador (per la seva veu) o urrador americano.

## Extinció
Una plaga provocada per una sobredosi d'insecticida causà la desaparició de tots els rastrejadors brasilers. La FCI i la Confederació Brasilera de Cinofília declararen aquesta raça extinta. Des d'aleshores s'han fet esforços per recuperar-la.